# Dragomirești-Vale
Dragomirești-Vale község és falu Ilfov megyében, Munténiában, Romániában. A hozzá tartozó települések: Dragomirești-Deal valamint Zurbaua.

## Fekvése
A megye nyugati részén található, a megyeszékhelytől, Bukaresttől, tizennyolc kilométerre nyugatra, a Dâmbovița folyó mindkét partján.

## Története
A 19. század végén Popești-Dragomirești néven, a község Ilfov megye Snagov járásához tartozott és Dragomireștii din Deal, Dragomireștii din Vale, Gulia, Popeștii Mănăstirei, Săbăreni, Popești-Manuc valamint Zurbaua falvakból állt, összesen 2844 lakossal. A község tulajdonában volt két iskola, egy vízimalom és négy templom.
1925-ös évkönyv szerint a község Ilfov megye Bolintinul járásához tartozott, lakossága összesen 3522 fő volt.
1950-ben közigazgatási átszervezés alapján, Bukarest 16 Februarie rajonjához került.
1968-ban ismét megyerendszert vezettek be az országban, a község az újból létrehozott Ilfov megye része lett. Ekkor vette fel a Dragomirești-Vale nevet és alakultak ki a község mai határai, miután Săbăreni községi rangoz kapott .1981-től Giurgiu megyéhez csatolták, egészen 1985-ig, amikor az Ilfovi Mezőgazdasági Szektor része lett, egészen 1998-ig, amikor ismét létrehozták Ilfov megyét.

## Lakossága
| Nemzetiségek        | 2002 | 2002   |
| ------------------- | ---- | ------ |
| Románok             | 4254 | 99,74% |
| Romák               | 6    | 0,14%  |
| Egyéb nemzetiségűek | 5    | 0,11%  |
| Összesen            | 4265 | 100,0% |